# Amt Liebenwalde

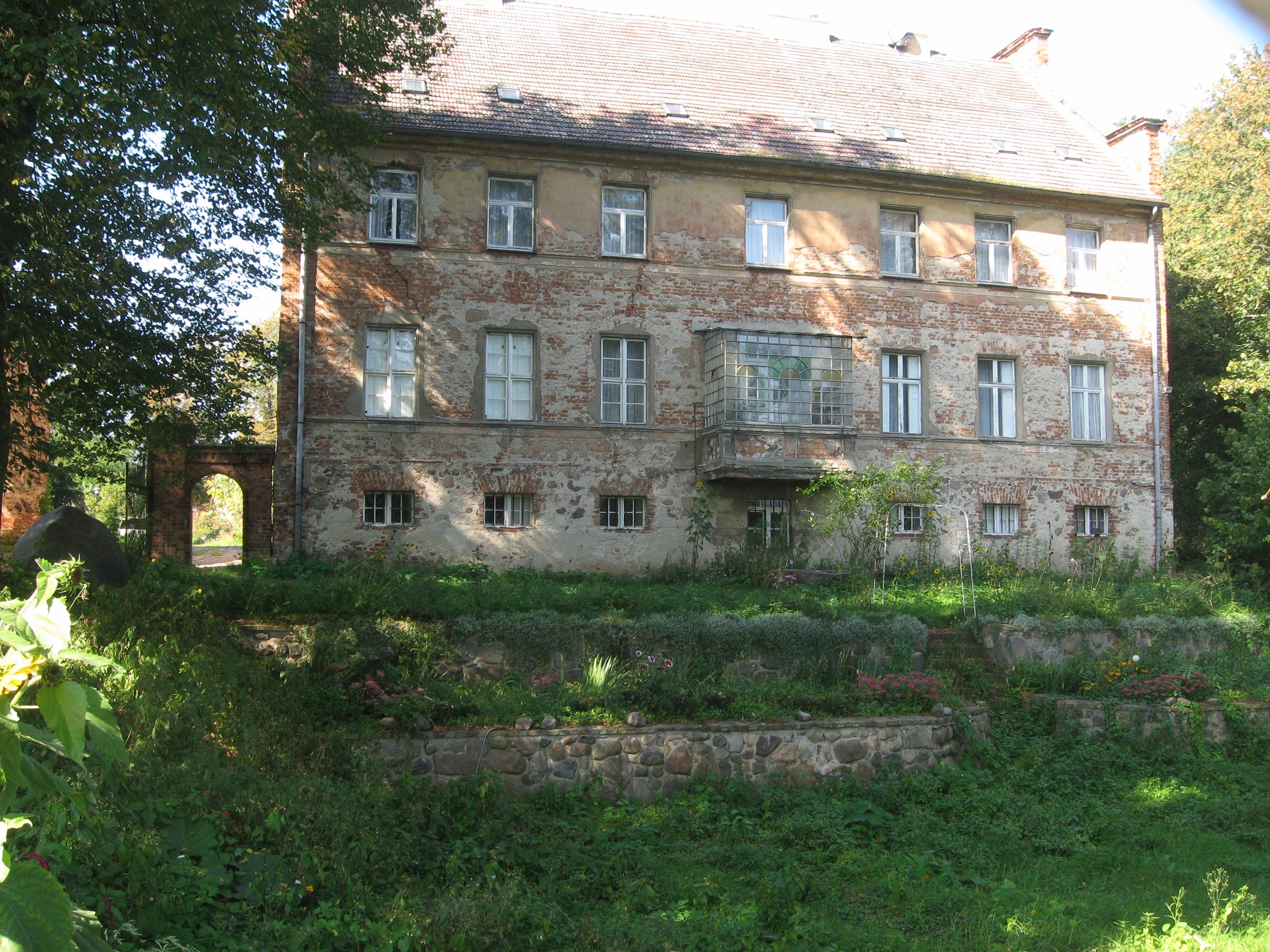
Ehemaliges Amtshaus in Liebenwalde (Amt 2)

Das Amt Liebenwalde war ein kurfürstlich-brandenburgisches, später königlich-preußisches Domänenamt mit Sitz in der Stadt Liebenwalde (Landkreis Oberhavel, Brandenburg). Das Amt wurde 1485 aus Teilen der ehemaligen Vogtei Liebenwalde gebildet. 1749 wurde ein Teil des Amtsgebietes als Amt Grimnitz abgespalten. 1819 kamen einige Dörfer vom aufgelösten Amt Friedrichsthal hinzu, 1829 einige Dörfer vom aufgelösten Amt Mühlenbeck. Das Amt Liebenwalde wurde 1872 aufgelöst.

## Geographische Lage
Das Amtsgebiet liegt heute verteilt auf die Städte Liebenwalde und Oranienburg im Landkreis Oberhavel und die Gemeinden Schorfheide, Wandlitz und Marienwerder im Landkreis Barnim. Die 1749/56 abgetrennten Teile des Amtsgebietes gehören heute zu Joachimsthal.

## Geschichte und zugehörige Orte
Auf einem slawischen Burgwall und einer slawischen Siedlung entstand um 1200 eine Burg der askanischen Markgrafen von Brandenburg. Östlich davon und durch ein Fließ getrennt, entstand nur wenig später ein Burgflecken in Form eines unregelmäßigen Rechtecks. Das Straßennetz bestand aus einer Ost-West-verlaufenden Hauptstraße mit einem angerartig verbreiterten Markt- und Kirchplatz. Die Burg wurde von einem von den Markgrafen eingesetzten Vogt verwaltet, der die Gerichtsbarkeit ausübte und auch einige Einkünfte hatte. Die Vogtei muss ursprünglich sehr groß gewesen sein, denn sie umfasste neben einigen Dörfern in der näheren Umgebung die große und kleine Werbellinische Heide, deren Umfang jedoch nur annähernd erschlossen werden kann. Das spätere Amtsgebiet machte nur noch einen kleinen Teil der ursprünglichen Vogtei aus. Die Vogtei war oft verpfändet. 1642 wurde die Vogtei in ein landesherrliches Amt umgewandelt.
Das Amt Liebenwalde umfasste nach dem Ortschaftsverzeichnis von 1817 folgende Siedlungen:
- Bischofswerder (königliches Landgestüt) (heute ein Wohnplatz der Stadt Liebenwalde). 1789 wurde auf Amtsgebiet ein Gestüt eingerichtet.
- Böhmerheide (Etablissement) (heute ein Ortsteil der Gemeinde Schorfheide). Die beiden mittelalterlichen Dörfer Alt Gröben und Neu Gröben fielen früh wüst. Im 15. Jahrhundert besaß die Familie Böhme die Feldmark dieser wüsten Dörfer als Afterlehen der Besitzer der Burg Liebenwalde. 1697 erhielten die Gebrüder Böhme ihren Besitz an dieser Feldmark und ihren Anteil an der Böhmer Heide mit Papensee (heute trocken gefallen), Weisser See und Treptowsee vom Kurfürsten bestätigt. 1712 ersuchte Adam Baum um Genehmigung zum Bau eines Häuschen zum Halten von Hornvieh und Schafen auf der Gemarkung. Aber erst 1727 stand ein Tagelöhnerhaus auf der Gemarkung. Bis 1773 war ein Vorwerk entstanden.
- Buckow, Einliegerhaus (existiert nicht mehr, vermutlich auch irrtümlich im Ortschaftsverzeichnis gelistet, gehörte 1801 und auch später zum Amt Biesenthal)
- Klein Dölln (Dölln, Forsthaus) (heute Wohnplatz im Ortsteil Groß Schönebeck der Gem. Schorfheide). 1778 wurde hier eine Unterförsterei eingerichtet.
- Drögnitz (Drögenitz, Kolonie) (existiert nicht mehr; heute in Liebenwalde aufgegangen). 1777 wurden 4 Kolonisten auf Drögnitz angesetzt. 1801 war hier eine Meierei. 1847 brannte das Vorwerk ab, die Reste wurden abgerissen.
- Dusterlake (Schleusenwärterhaus Düsterlake) (existiert nicht mehr; heute in Liebenwalde aufgegangen). 1748 wurde hier ein Schleusenwärterhaus angelegt. Dieses wurde bis 1860 erwähnt, danach verfallen?
- Hammer (Dorf und Amtsvorwerk) (heute Ortsteil der Stadt Liebenwalde). Das mittelalterliche Dorf Schöpfurt war im 14./15. Jahrhundert wüst gefallen. 1440 erwarb Hans v. Waldow, Pfandinhaber des Schlosses Liebenwalde, die Feldmark des wüsten Dorfes und erhielt die Genehmigung zur Nutzung der Eisenerzvorkommen („Eisenerde“) zu Liebenwalde. Er errichtete darauf einen Eisenhammer. Im Laufe des 17. Jahrhunderts geriet der ursprüngliche Name des Dorfes in Vergessenheit und der Name Hammer setzte sich durch.
- Höpen (Haus) (heute Wohnplatz im Ortsteil Hammer der Stadt Liebenwalde). 1756 stand an dieser Stelle bereits ein Holzwärterhaus. 1797 war es eine Försterei.
- Holländische Papiermühle (heute Ortsteil Eichhorst, Gem. Schorfheide). 1710 wurde diese Papiermühle von einem holländischen Unternehmer angelegt. 1768 wurde bei der Holländischen Papiermühle eine Kolonie von 16 Tagelöhnern angelegt. Südwestlich davon entstand die Kolonie Rosenbeck. Später wurde die Siedlung Kolonie Werbellin-Canal genannt. 1878 wurde die Gemeinde in Eichhorst umbenannt.
- Karpfenteich ( Teichwärterhaus Karpfenteich) (existiert nicht mehr; östlich Trämmersee und nordöstlich von Schluft, Gem. Schorfheide). 1755 wurde hier ein Karpfenteich angelegt. Bis spätestens 1798 war hier ein Haus für den Heide- und Teichwärter gebaut worden. 1860 wurde das Wohnhaus letztmals genannt.
- Klandorf (heute Ortsteil der Gemeinde Schorfheide). 1811 wurde das Dorf durch 16 Kossäten angelegt, die beim Dorfbrand in Groß Schönebeck ihr Eigentum verloren hatten.
- Klosterfelde (heute Ortsteil von Wandlitz). 1448 hatte der Kurfürst einige kurfürstliche Rechte (Bede und Dienste) an die Familie v. Arnim verpfändet. Diese Rechte kamen vor 1480 an das Amt Liebenwalde. Daneben hatte das Kloster Lehnin das Ober- und Untergericht über das Dorf. Dieser Anteil kam 1542 nach der Aufhebung des Klosters an das Amt Mühlenbeck. Nach der Auflösung dieses Amtes 1829 kam auch dieser Teil an das Amt Liebenwalde.
- Kreuzbruch (Kreutzbruch) (heute ein Ortsteil von Liebenwalde). 1717 wurde der Plan gefasst im Kreuzbruch auf Amtsgebiet Land zu kultivieren. 1718 wurden 12 Schweizer Kolonistenfamilien angesetzt.
- Leesenbrücker Schleuse (Schleusenwärterhaus Lesenbrück) (heute in Marienwerder aufgegangen). Im Zuge des Baus des Finow-Kanals wurden vermutlich um 1750 die Schleuse Leesenbrück und ein Schleusenwärterhaus angelegt.
- Liebenthal (Dorf und Amtsvorwerk) (heute ein Ortsteil der Stadt Liebenwalde). Das mittelalterliche Dorf fiel früh wüst. 1492 wurde auf der wüsten Feldmark Liebenthal eine Meierei und Schäferei angelegt. Später siedelten sich auch etliche Kossäten an. Im 30-jährigen Krieg wurde der kleine Ort völlig zerstört („liegen alle … in Asche“). Erst um 1723/30 sind wieder 9 Kossäten und 7 Büdner in Liebenthal ansässig.
- Liebenwalde. Das Amtsvorwerk.
- Försterei Lotsche (1817: Teerofen Lotsche) (heute ein Wohnplatz im Ortsteil Kreuzbruch der Stadt Liebenwalde). 1723 wurde erstmals ein Teerofen auf der Lotsche erwähnt. 1817 existierte er noch, 1840 ist nur noch ein Forsthaus genannt.
- Altlotzin (Teerofen Lotzien) (heute Wohnplatz im Ortsteil Groß Schönebeck der Gem. Schorfheide). 1739 existierte hier ein Teerofen, der letztmals 1840 genannt wurde. 1860 steht an dieser Stelle ein Forsthaus.
- Marienwerder (1817: Dorf und Vorwerk). 1754 wurde das Dorf als Spinnerdorf gegründet. 1770 hatte der Ort 25 Kolonistenhäuser für 50 Familien.
- Schleusenwärterhaus Oberschleuse (1817) (heute in Liebenwalde aufgegangen). 1801 stand das Schleusenhaus.
- Pechteich (heute Wohnplatz der Gem. Marienwerder). 1710 wurde hier eine Schneidemühle auf „holländische Art“ erbaut. 1717 wurde hier auch ein Heidereiter (Oberförster) angesetzt. Die Schneidemühle ist vermutlich bereits um 1730 eingegangen, 1745 ist nur noch von einem Forsthaus die Rede.
- Forsthaus Prötze (1817: Forsthaus) (heute ein Wohnplatz im Ortsteil Groß Schönebeck der Gem. Schorfheide). 1754 wird die sogenannte Prötze vermessen mit dem Ziel, 12 Spinnerfamilien hier anzusetzen. Außerdem war der Aufbau einer Meierei und einer Windmühle geplant. Beide Projekte kamen nicht zur Ausführung. Anscheinend wurde um 1800 nur ein Forsthaus errichtet.
- Rehhorst (Forsthaus) (heute ein Wohnplatz im Ortsteil Kreuzbruch der Stadt Liebenwalde). 1805 wurde hier ein Forsthaus angelegt.
- Rehluch (1817: Teerofen) (heute ein Wohnplatz im Ortsteil Groß Schönebeck der Gem. Schorfheide). 1742 wird erstmals der Teerbrenner Andreas Richter vom Rehluch genannt. Der Teerofen existierte noch 1817; 1840 ist dagegen nur noch ein Forsthaus erwähnt.
- Kolonie Rosenbeck (heute Ortsteil Eichhorst, Gem. Schorfheide). 1768 wurde bei der Holländischen Papiermühle eine Kolonie angelegt. Südwestlich davon entstand die Kolonie Rosenbeck. Später wurde die Siedlung Kolonie Werbellin-Canal genannt. 1878 wurde die Gemeinde in Eichhorst umbenannt.
- Ruhlsdorf (1817: Dorf) (heute ein Ortsteil der Gemeinde Marienwerder) Das Dorf war noch 1480 im Besitz der Familie v. Holzendorf. Seit 1493 gehörte ihr nur noch das halbe Dorf, die andere Hälfte war im Besitz der v. Arnim. 1536 gehörte den v. Arnim bereits das ganze Dorf. Schon vor 1574 ist das Dorf dann an das Amt Liebenwalde gekommen.
- Ruhlsdorfer Schleuse (1817:  Schleusenwärterhaus Ruhlsdorfsche Schleuse) (heute ein Wohnplatz in der Gem. Marienwerder). Aus dem Jahr 1730 stammt ein Bericht, dass die Schleuse bei der Ruhlsdorfer Kuhbrücke total ruiniert ist und repariert werden muss. 1801 wurde erstmals auch ein Schleusenwärterhaus erwähnt, das aber sicher schon längere Zeit vorher bestand.
- Schluft (1817: Kolonie) (heute ein Ortsteil der Gem. Schorfheide). 1752 legte der Landjäger Uhl auf der Feldmark des wüsten Dorfes Trämmer und in der Nähe seines Vorwerkes Uhlenhof eine Maulbeerplantage an. 1775 wird Schluft als Vorwerk bezeichnet. Vermutlich wurde schon vorher oder nur wenig später beim Vorwerk eine Kolonie errichtet. 1797 lebten 85 Menschen in Schluft.
- Groß Schönebeck (1817: Dorf) (Ortsteil der Gem. Schorfheide)
- Stolzenhagen (heute ein Ortsteil von Wandlitz). Der Ort gehörte bis 1542 dem Kloster Lehnin und kam danach an das Amt Mühlenbeck. Bereits 1505 waren gewisse Dienste zum Amt Liebenwalde zu leisten. Nach Auflösung des Amtes Mühlenbeck 1829 wurde der Ort dem Amt Liebenwalde zugeordnet.
- Stüpnitz (1817:  Kolonie Stüpenitz) (heute in Bernöwe, einem Wohnplatz der Stadt Oranienburg aufgegangen). Vermutlich existierte hier ein mittelalterliches Dorf, das früh wüst gefallen ist. 1752 legte der Plantagenmeister Lucke eine Maulbeerplantage an. 1754 wurde der Plan gefasst, hier 12 ausländische Familien anzusetzen. Der Plan kam nicht zur Ausführung, jedoch wurden hier zwei Wohnhäuser für einen Büdner und zwei Einlieger errichtet.
- Thüren (existiert nicht mehr; früher Flurname Thüren auf der Gemarkung Liebenwalde). 1801 stand hier ein Forsthaus. Es wird nach 1846 nicht mehr erwähnt. Vgl. Thürenweg ⊙ und Thürenbrücke (B 167 ⨯ Voßkanal⊙).
- Trämmersee (1817:  Forsthaus Tremmer) (heute Wohnplatz Trämmersee im Ortsteil Schluft, Gemeinde Schorfheide). Das mittelalterliche Dorf fiel früh wüst. 1451 kaufte der Schulze Hans Licht von Groß Schönebeck die halbe wüste Feldmark Trämmer von Hartwig Schulze und wurde damit formal vom Kurfürsten belehnt. Was mit der anderen Hälfte passierte, ist nicht bekannt. 1715 richtete der Landjäger Uhl im südwestlichen Teil der Feldmark ein Vorwerk ein, das Uhlenhof genannt wurde. Östlich davon wurde um 1775 die Kolonie Schluft angelegt. Vor 1816 wurde nördlich von Uhlenhof und Schluft am Trämmersee ein Forsthaus angelegt, der heutige Wohnplatz Trämmersee.
- Uhlenhof (1817: Kolonie und Erbpachtsvorwerk) (heute ein Gemeindeteil von Schluft, Gemeinde Schorfheide). Auf der wüsten Feldmark Trämmer errichtet der Landjäger Uhl 1715 ein Vorwerk, das seinen Namen erhielt.
- Schleusenwärterhaus Unterschleuse (heute in Liebenwalde aufgegangen). 1801 stand das Schleusenhaus.
- Kolonie Werbellin (1817) (heute |Eichhorst, Ortsteil der Gem. Schorfheide). 1768 wurde bei der Holländischen Papiermühle eine Kolonie von 16 Tagelöhnerhäusern angelegt. Papiermühle und Kolonie wurden Kolonie Werbellin-Canal genannt. 1878 wurde die Gemeinde in Eichhorst umbenannt.
- Zerpenschleuse (1817: Dorf und Erbpachtsvorwerk) (heute Ortsteil der Gemeinde Wandlitz). 1605/20 wurden hier beim Bau des alten Finow-Kanals eine Schleuse und ein Schleusenwärterhaus angelegt. 1660 hatte sich eine Pottaschensiederei angesiedelt. 1680 wurde eine Glashütte errichtet, und 1699 wird auch eine Schneidemühle erwähnt. 1725 wurde hier ein Vorwerk des Amtes Liebenwalde angelegt. Das Dorf Wandlitz kam 1829 vom aufgelösten Amt Mühlenbeck an das Amt Liebenwalde.
- Kolonie Berg-Zerpenschleuse (1817) (heute in Zerpenschleuse aufgegangen). 1763 bis 1768 wurde in der Nähe von Zerpenschleuse eine neue Kolonie angelegt, die nach ihrem Gründer v. Berg genannt wurde. Der Gemeindebezirk wurde 1920 mit Zerpenschleuse vereinigt.
- Kolonie Kienitz-Zerpenschleuse (1817) (heute in Zerpenschleuse aufgegangen). 1763/68 wurde in der Nähe von Zerpenschleuse eine Ansiedlung von 22 Taglöhnerfamilien durch den Amtmann Kienitz des Amtes Friedrichsthal gegründet, die den Namen des Amtmannes erhielt. Sie wurde 1920 mit Zerpenschleuse vereinigt.

Nach Fidicin hatte das Amt Liebenwalde auch in Schmachtenhagen und Wensickendorf gewisse Rechte gehabt. Dies konnte jedoch anhand des Historischen Ortslexikon nicht verifiziert werden.
1749 wurden die weit abgelegenen Vorwerke Grimnitz (bei Joachimsthal), Grumsin (bei Altkünkendorf, Ortsteil der Stadt Angermünde) und Mellin (mit dem Wohnort Parlow der Gemeinde Friedrichswalde vereinigt, Vorwerk später abgebrochen) vom Amt Liebenwalde abgespalten und einem eigenen Amtmann zugewiesen, und 1756 wurde das Amt Grimnitz völlig selbständig. 1839 wurde aus den Ämtern Grimnitz und Chorin das neue Rentamt Neustadt-Eberswalde gebildet, das bis 1872 existierte. 1846 erscheint das Amt Liebenwalde unter den Rentämtern.
Im weiteren Verlaufe der Geschichte des Amtes Grimnitz wurden auf dem Amtsgebiet weitere Siedlungen und Vorwerke angelegt, die die ungefähre Ausdehnung des ursprünglichen (Liebenwalder) Amtsgebietes erahnen lassen. Ein weiterer Hinweis auf die Größe des ursprünglichen Amtsgebietes sind die „stehende, alte Zinse“, die das Amt Liebenwalde noch 1546 für die Nutzung der Großen Werbelliner Heide von Bürgern folgender Orte erhielt.
- Angermünde, von 6 Bürgern
- Gollin (Ortsteil von Templin), von 5 Einwohnern
- Golzow (Goltze), von 13 Einwohnern
- Altkünkendorf (Kunikendorf)
- Groß-Ziethen
- Lichterfelde, von 4 Einwohnern
- Neustadt Eberswalde
- Prenden
- Ruhlsdorf
- Groß Schönebeck
- Zehdenick

Für Holzung und Grasung
- Angermünde
- Britz
- Golzow (Goltze)
- Heegermühle (Hegermollen)
- Altkünkendorf (Kunikendorf)
- Lichterfelde
- Steinfurth (Steinfort)
- Groß-Ziethen

Zins für Wiesennutzung
- Steinfurth (Steinfurt), von 24 Einwohnern
- Groß Schönebeck, von 7 Einwohnern

Wasserzins
- Groß Schönebeck
- Golzow (Goltze)
- Steinfurth (Steinfurt)
- Altkünkendorf (Kunikendorf)
- Ringenwalde

1819 wurde das Amt Friedrichsthal aufgelöst, das Amtsgebiet auf die Ämter Oranienburg, Alt Ruppin, Liebenwalde und Vehlefanz aufgeteilt. An das Amt Liebenwalde kamen: Bernöwe (lediglich ein Teil des Ortes kam an das Amt Liebenwalde, der andere Teil gehörte zum Amt Oranienburg), Neuholland, Rehmate und Zehlendorf.

## Amtleute (unvollständig)
- 1491 war Hanns Meynemer Amtmann[3]
- 1589 Heinrich v. Sandersleben
- 1775 Johann Daniel von der Linde, Amtsrat[4]
- 1798 Reiche, Kammerrat[5]
- 1800 Frau Reiche, Oberamtmännin. Assistent Herr Assmann[6]
- 1804 Frau Reiche, Oberamtmännin[7]
- 1818 Assmann, Beamter[8]
- 1821 Runde, Beamter[9]
- 1824 Runde, Beamter[10]
- 1832 Runde, Oberamtmann[11]
- 1846 Runde, Oberamtmann[2]

## Belege